# Kocowa
Kocowa (стилізовано як KOCOWA) є американським вебсайтом потокового відео, штаб-квартира якого розташована в Лос-Анджелесі. Він є спільним підприємством між трьома найбільшими корейськими телерадіомовними каналами: KBS, MBC і SBS разом із SK Telecom, що є співзасновником Wavve у Південній Кореї. Його метою є розповсюдження корейського розважального контенту, включно з корейськими серіалами, корейськими реаліті-шоу, корейськими розважальними шоу та K-pop в Америках, Європі та Океанії з додаванням субтитрів кількома мовами.
Він є дочірнім підприємством Wavve Americas, а назва KOCOWA розшифровується як англ. Korean Content Wave, дос. «Корейська хвиля контенту». Запущений в липні 2017, вебсайт став власником IP та брокером контенту для своїх корейських програм для таких платформ як Roku, Comcast, Prime Video та інші. На додачу до стримінгу якісного корейського контенту з преміальними субтитрами на цих платформах, вони також пропонують найбільшу бібліотеку корейських серіалів через їхній застосунок.

## Історія
Найбільші три корейські телерадіомовні канали, KBS, MBC та SBS, об'єднали свої зусилля в поширенні контенту на міжнародному рівні через збільшення попиту на корейський контент по всьому світу. У липні 2017, KOCOWA запускає свій стримінговий сервіс, ставши доступним на смарттелевізорах, вебсайті та мобільному телефоні.
У квітня 2024, Kocowa зайшла на ринок Європи та Океані, ставши доступним у 39 країнах, включно з Україною.

## Послуги
На платформі можна переглядати різні корейські програми, починаючи від телесеріалів, таких як «Школа 2017» і «Кохання короля», розважальних шоу «Людина, що біжить» і «Нескінченне випробування», а також музичних програм K-pop, включно з Inkigayo та Music Bank World Tour, що доступні через приблизно шість годин після показу в Кореї.
KOCOWA пропонує прямі трансляції, що зосереджені навколо трьох основних категорій контенту на платформі: Музика, Драми та Реаліті-шоу. Цей набір надає користувачу кілька розважальних опцій, якими він може насолоджуватися, при цьому спілкуючися з іншими користувачами на платформі. Якщо підписники переглядають через комп'ютер чи ноутбук, то вони можуть спілкуватися з іншими фанатами корейських драм та k-pop в реальному часі. Підписники, що розмовляють англійською, португальською чи іспанською, зможуть взяти участь в цьому інтерактивному спілкуванні.

## Бізнес
KOCOWA  є сервісом з підпискою, що пропонує різні плани, починаючи з $0,99 на день, $6,99 на місяць або $69,99 щорічно, що надають повний доступ до програм сервісу без реклами та через шість годин після показу в Кореї. Ті, що вибрали плани з рекламою, можуть отримати доступ до нового контенту через 24 години після його виходу.
У серпні 2017, Viki оголосили про співпрацю з KOCOWA, що дозволяє їхнім підписникам з Viki Pass Plus мати додатковий доступ до програм KOCOWA без окремої підписки на KOCOWA.